# James Oram
James Oram (Palmerston North, 17 de junio de 1993) es un ciclista neozelandés que fue profesional entre 2012 y 2023.

## Palmarés
2013
- 3.º en el Campeonato de Nueva Zelanda en Ruta
- Tour de Southland, más 1 etapa

2014
- 1 etapa de la New Zealand Cycle Classic

2015
- 1 etapa de la New Zealand Cycle Classic
- 1 etapa de la Vuelta al Alentejo

2017
- 1 etapa de la Kreiz Breizh Elites[3]

2023
- New Zealand Cycle Classic, más 1 etapa
- 3.º en el Campeonato de Nueva Zelanda Contrarreloj
- Campeonato de Nueva Zelanda en Ruta